# Bandaranaike International Airport

i8
i11
i13
Der Bandaranaike International Airport (zeitweise auch bezeichnet als Katunayake International Airport, IATA-Code: CMB, ICAO-Code: VCBI) ist derzeit (Stand 2020) der einzige Flughafen in Sri Lanka, der im internationalen Linienflugverkehr angeflogen wird. Er befindet sich in Katunayake, etwa 35 km nördlich von Colombo. Betreiber ist das Unternehmen Airport and Aviation Services (Sri Lanka) Ltd. Der Colombo-Katunayaka-Expressway verbindet die Hauptstadt mit dem Flughafen. Er dient außerdem als Heimatflughafen und Drehkreuz von SriLankan Airlines.

## Geschichte
Der rund 35 km nördlich von Colombo gelegene internationale Flughafen wurde 1942 von der Royal Air Force als Luftwaffenbasis RAF Negombo eingerichtet. Nachdem die Royal Air Force den Flugplatz am 1. November 1957 an die Luftwaffe Ceylons abgetreten hatte, wurde er in Katunayake Airport umbenannt. Eine kurzzeitige zivile Nutzung fand erstmals ab dem 1. März 1958 statt, weil die Startbahn des internationalen Flughafens Colombo-Ratmalana saniert werden musste. Daneben wurde der Flughafen weiterhin militärisch genutzt.
In den frühen 1960er-Jahren zeichnete sich ab, dass der südlich von Colombo gelegene Ratmalana Airport, über dem damals der internationale Flugverkehr abgewickelt wurde, aufgrund seiner zu kurzen Startbahn und seines zu kleinen Terminals nicht mehr den Anforderungen entsprach. Die Regierung Ceylons beschloss, den Katunayake Airport zum neuen internationalen Flughafen auszubauen. Kanada unterstützte das Vorhaben finanziell. In einem ersten Schritt wurde 1965 die Start- und Landebahn von 1840 m auf 3350 m verlängert.
Im Jahr 1967 erfolgte die Neueröffnung des Flughafens, der zunächst den Namen Katunayake International Airport trug. Das erste vor Ort ansässige Unternehmen war die 1947 gegründete Air Ceylon, die bis dahin auf dem Ratmalana Airport beheimatet war. Der Ausbau des Terminals und des Vorfeldes wurde 1968 abgeschlossen. Im Jahr 1970 erhielt der Flughafen erstmals den Namen Bandaranaike International Airport, benannt nach dem ehemaligen Premierminister S. W. R. D. Bandaranaike (1899–1959). Ab 1977 trug er erneut den Namen Katunayake International Airport, bis er 1995 wieder den Namen Bandaranaike International Airport erhielt.

## Zwischenfälle
- Am 18. März 1947 verunglückte eine Avro York C.1 der britischen Royal Air Force (Luftfahrzeugkennzeichen MW198) kurz nach dem Start von der RAF Station Negombo (heute Bandaranaike International Airport). Kurz nach dem Abheben fiel ein Triebwerk aus. Die Maschine konnte die Höhe nicht halten, streifte Bäume und stürzte drei Kilometer nördlich der Luftwaffenbasis ab. Von den 15 Insassen kamen 11 ums Leben, 4 Besatzungsmitglieder und 7 Passagiere.[4]

- Am 30. Oktober 1947 brach an einer Avro York C.1 der Royal Air Force (MW111) beim Rollen auf der RAF Station Negombo (heute Bandaranaike International Airport) das Fahrwerk zusammen. Alle Insassen, Besatzungsmitglieder und Passagiere, überlebten den Unfall. Das Flugzeug wurde nicht mehr repariert.[5][6]

- Am 12. April 1951 verunglückte eine Handley Page Hastings C.1 der Royal Air Force (TG552) bei der Landung auf der RAF Station Negombo (heute Bandaranaike International Airport) (Ceylon). Sie geriet nach links von der Landebahn ab, machte einen Ringelpiez und wurde irreparabel beschädigt. Alle vier Besatzungsmitglieder überlebten den Unfall.[7]

- Am 24. Juli 2001 wurde von der Liberation Tigers of Tamil Eelam ein Terroranschlag auf den Flughafen verübt. Von 14 Selbstmordattentätern wurden zahlreiche Bomben gezündet, wobei 26 zivile und militärische Flugzeuge beschädigt oder zerstört wurden. Die Aktion war der schwerste Terrorakt der Luftfahrtgeschichte in puncto Luftfahrzeugschäden. Aufgrund neuer Bedrohung wurde der Flughafen am 27. April 2007 ganztägig geschlossen.[8] Etwa einen Monat zuvor wurde die benachbarte Luftwaffenbasis von Terroristen beschossen.

## Galerie

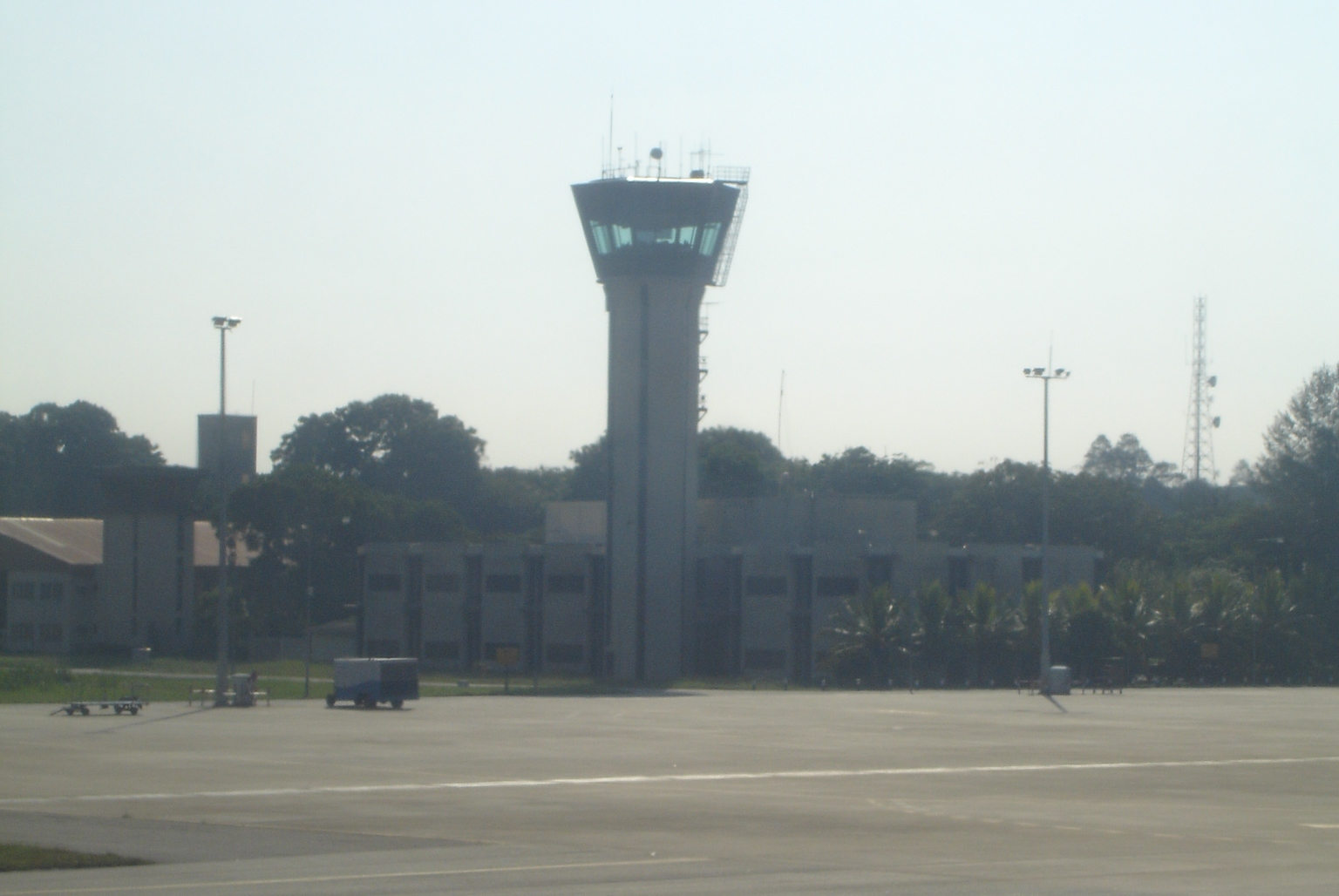
Der Kontrollturm des Flughafens
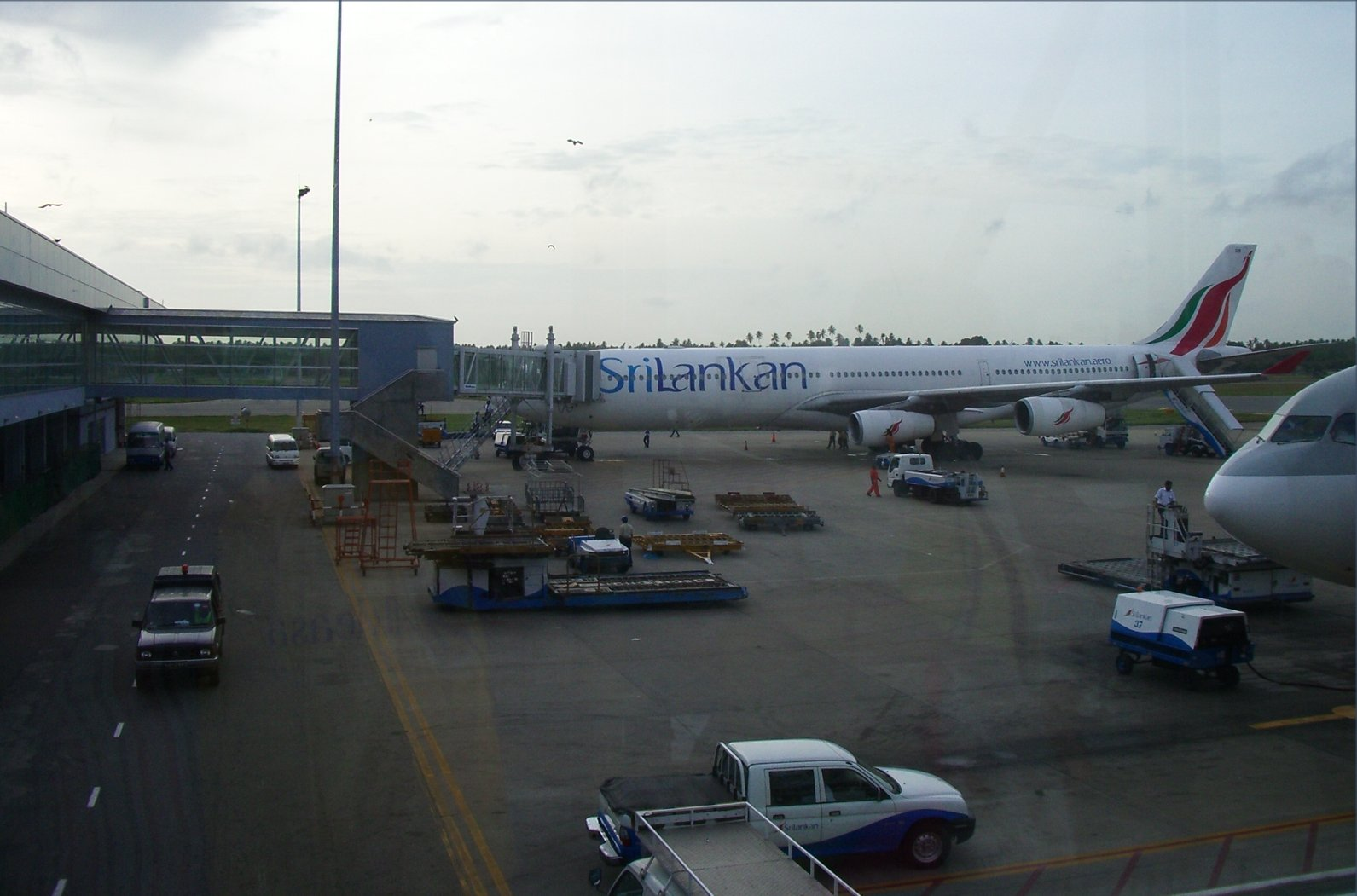
Das Gelände des Bandaranaike International Airport
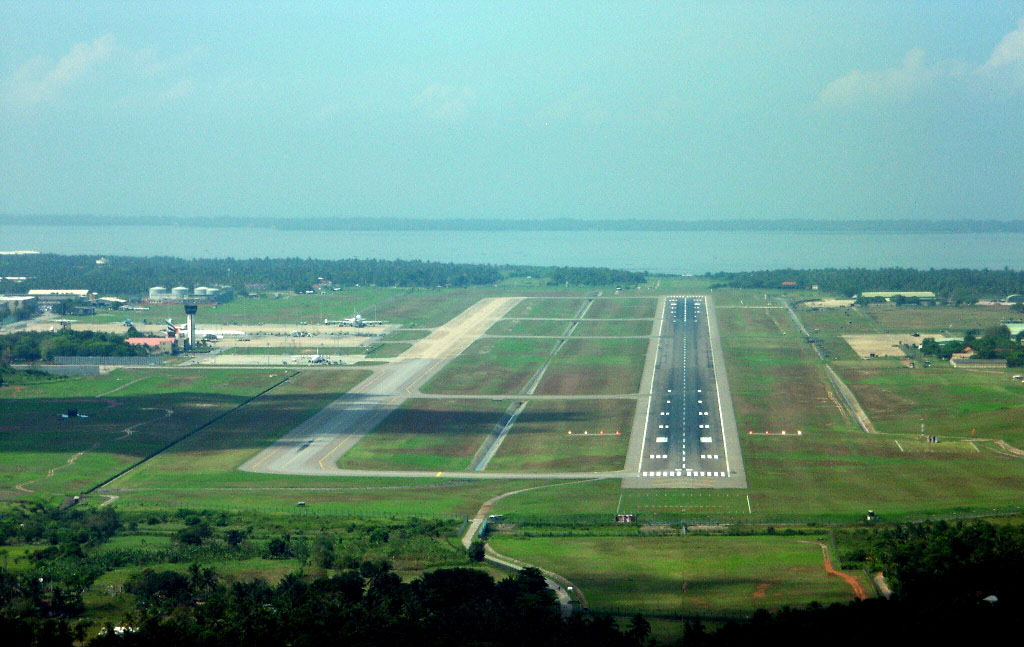
Start- und Landebahnen
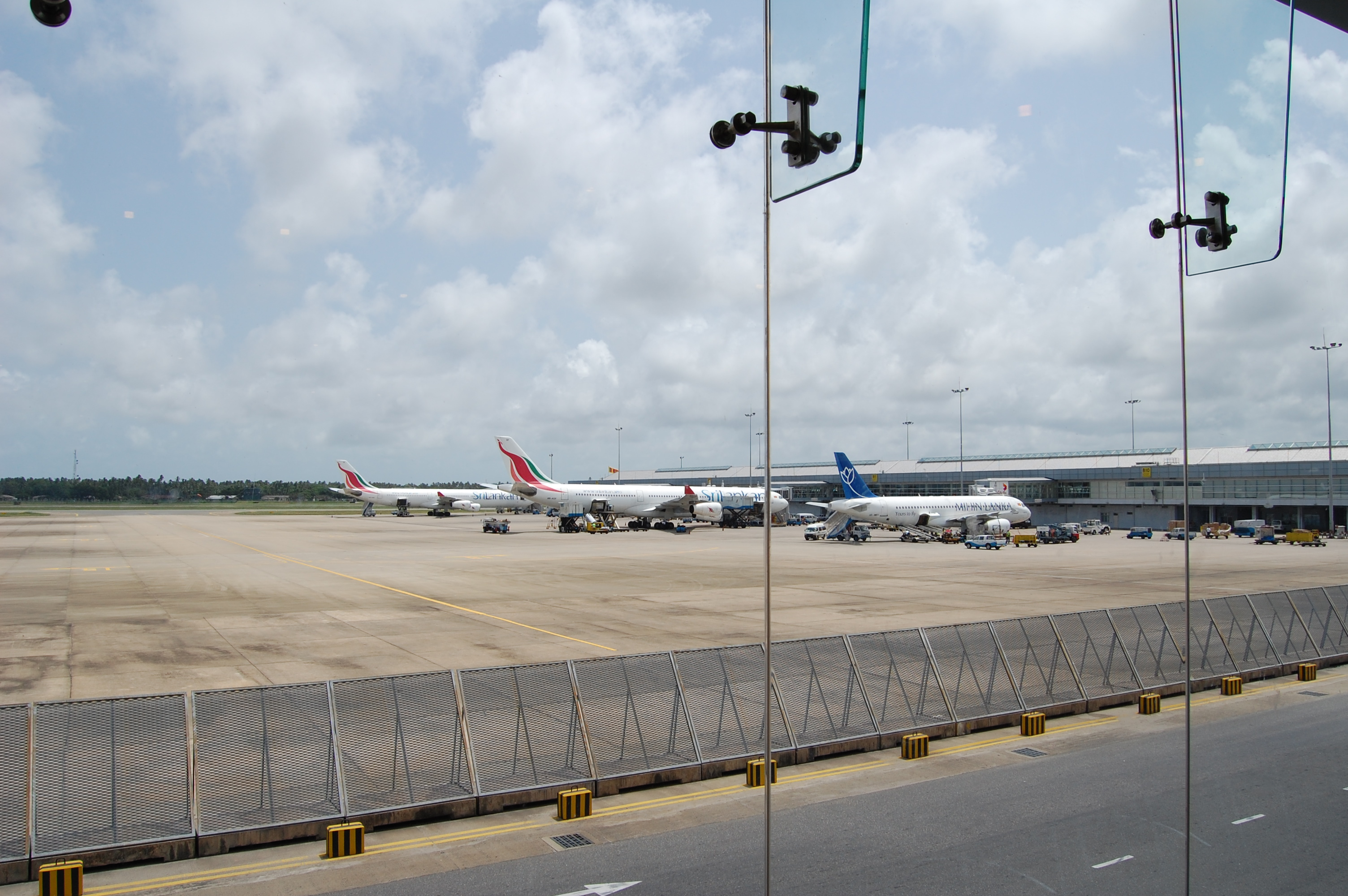
Flugzeuge von SriLankan Airlines und Mihin Lanka